# Czas próby
Czas próby (ang. The Finest Hours) – amerykański dramat filmowy z elementami dreszczowca z 2016 roku w reżyserii Craiga Gillespiego, opowiadający o akcji ratowniczej u wybrzeży Nowej Anglii, przeprowadzonej przez Straż Wybrzeża Stanów Zjednoczonych 18 lutego 1952 roku.

## Fabuła
Podczas sztormu w lutym 1952, płynący z Bostonu tankowiec SS Pendleton, przełamał się na dwie części. W połowie dryfującej jednostki uwięzieni zostali marynarze. Straż przybrzeżna wysłała rozbitkom na pomoc łódź ratunkową z liczącą 4 gwardzistów załogą. Wyprawą ratunkową dowodził kpt. Bernard Challen Webber ze Straży Wybrzeża Stanów Zjednoczonych.

## Obsada
- Chris Pine jako Bernie Webber
- Casey Affleck jako Ray Sybert
- Ben Foster jako Richard Livesey
- Eric Bana jako Daniel Cluff
- Holliday Grainger jako Miriam Webber
- John Ortiz jako Wallace Quirey
- Kyle Gallner jako Andy Fitzgerald
- John Magaro jako Ervin Maske
- Graham McTavish jako Frank Fauteux
- Michael Raymond-James jako D.A. Brown
- Beau Knapp jako Mel Gouthro
- Josh Stewart jako Tchuda Southerland
- Abraham Benrubi jako George Myers